# Рішельєвська вулиця (Херсон)
Рішельєвська вулиця — вулиця в Херсоні, розташована в Центральному районі, з'єднує Портовий провулок з вулицею Форштадтською. Перетинає вулиці Богородицьку, Соборну, Європейську, Театральну, Преображенську.
Вулиця показана на першому проєкті передмістя 1779 року. До першої половини XIX століття вважалася однією з головних вулиць міста і називалася «Грецькою». Назва частково пов'язана з національністю перших жителів передмістя, почасти з ідеологічними цілями «Грецького проєкту», яким підпорядковувалося і сама назва міста (купецьке передмістя також називалося «Грецьким»).
Сформувалася в кінці XVIII — першій половині XIX ст. У 1855 році отримала назву Рішельєвської (на честь генерал-губернатора Новоросії Рішельє). Рішельє, бувши Херсонським військовим губернатором, немало зробив для самого Херсона. Рішельє сприяв тому, щоб до міста були перенесені всі адміністративні заклади, а також він перераховував прибуток з винної торгівлі Новоросії на необхідні забудови Херсона.
У районі вул. Старообрядницької вулиця Рішельєвська проходила через колишню Старообрядницьку площу, де знаходилася Покровська церква, а північніше — східну околицю «рибного ряду» на Канатній площі (нині — Центральний ринок).
1927 року вулиця Рішельєвська перейменована у вулицю Жовтневої революції. У 2016 вулиці повернено історичну назву.